# خانه تاریخی دهدشت
خانه تاریخی مربوط به دوره صفوی است و در دهدشت، مجاور مسجد جامع واقع شده و این اثر در تاریخ ۷ مهر ۱۳۸۱ با شمارهٔ ثبت ۶۲۸۲ به‌عنوان یکی از آثار ملی ایران به ثبت رسیده است.